# Sakramentarz gelazjański

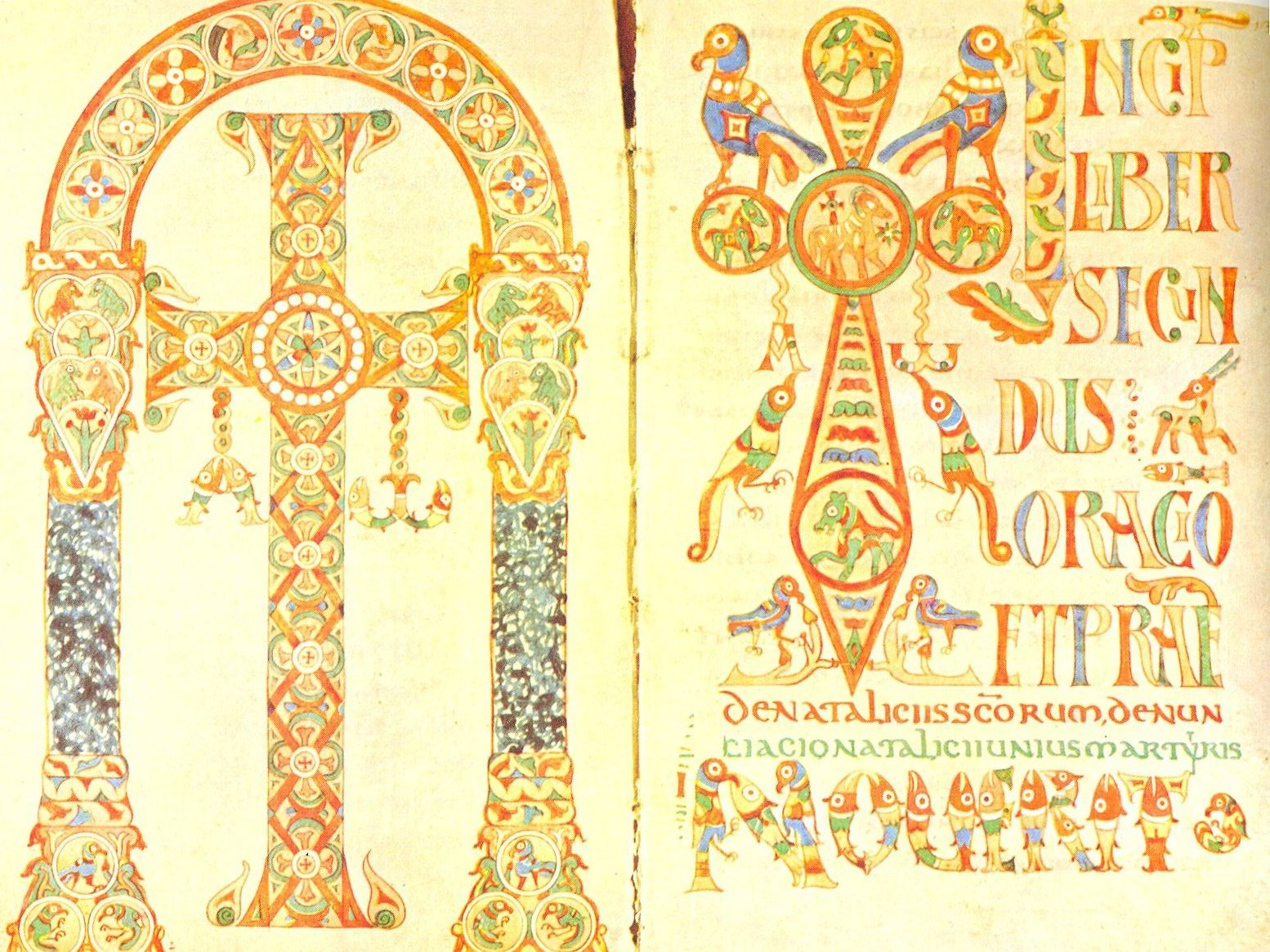
Sacramentarium Gelasianum. Frontyspis i incipit z rękopisu watykańskiego

Tzw. "Sakramentarz gelazjański" to sakramentarz z V w., tradycyjnie przypisywany papieżowi Gelazjuszowi I. Francuski liturgista Antoine Chavasse wykazał, że jest to w rzeczywistości kompilacja, zawierająca materiały z różnych epok.
Księga jest zachowana w postaci kilku manuskryptów, z których najstarszy z VIII w. jest zachowany w Bibliotece Watykańskiej. Jest to drugi najstarszy zachowany sakramentarz, po sakramentarzu z Werony.
Był szeroko rozpowszechniony w Galii, podlegał istotnym modyfikacjom pod wpływem kultury celtyckiej i specyficznej mieszanki galo-rzymskiej, stając się podstawą tzw. rytów gallikańskich.